# Kaarli (Mulgi)
Kaarli (Duits: Karlsberg) is een plaats in de Estlandse gemeente Mulgi, provincie Viljandimaa. De plaats heeft de status van dorp (Estisch: küla).
Kaarli lag tot in oktober 2017 in de gemeente Halliste. In die maand ging Halliste op in de fusiegemeente Mulgi.

## Bevolking
Het dorp had 94 inwoners op 31 december 2011 en 83 inwoners op 31 december 2021.

## Ligging
Tussen Kaarli en Õisu ligt het natuurpark Õisu maastikukaitseala met daarin het meer Õisu järv (1,94 km²).

## Geschiedenis
In 1416 werd de plaats voor het eerst genoemd. De schrijfwijze was niet eenduidig: Jehentacke, Jodentack of Jogentacke. In 1445 werd ze Isentacken genoemd. De Esten noemden de plaats Jõetaga. Ze lag op het landgoed van Õisu, maar in of even voor 1797 verdween de nederzetting Jõetaga en kwam daarvoor een landgoed Karlsberg in de plaats. Karlsberg was een ‘semi-landgoed’ (Estisch: poolmõis), een landgoed dat deel uitmaakt van een groter landgoed, in dit geval Õisu. Op Karlsberg werd uitsluitend vee gehouden; er was geen landbouw. De Estische naam Kaarli is afgeleid van Karlsberg.
Net als het landgoed Euseküll (Õisu) was het landgoed Karlsberg in handen van de familie von Sivers. Alfred von Sivers was de laatste eigenaar toen het landgoed in 1919 door het onafhankelijk geworden Estland werd onteigend.
Het landhuis van het landgoed is bewaard gebleven, maar onherkenbaar verbouwd.
Het dorp Kaarli ontstond in 1920 als nederzetting op het inmiddels onteigende landgoed Kaarli. In 1977 kreeg het officieel de status van dorp.

## Station
In 1897 ging de spoorlijn tussen Viljandi en Mõisaküla open. Een van de stations aan de lijn was Õisu, dat zowel Õisu als Kaarli bediende. In de jaren dertig van de 20e eeuw werd ten oosten van het station een nieuw station Õisu gebouwd. Het oude station Õisu kreeg nu de naam Kaarli. De lijn sloot in 1973.